# Mount Pleasant (Ohio)
Mount Pleasant es una villa ubicada en el condado de Jefferson en el estado estadounidense de Ohio. En el Censo de 2010 tenía una población de 478 habitantes y una densidad poblacional de 723,75 personas por km².

## Geografía
Mount Pleasant se encuentra ubicada en las coordenadas 40°10′33″N 80°47′59″O / 40.17583, -80.79972. Según la Oficina del Censo de los Estados Unidos, Mount Pleasant tiene una superficie total de 0.66 km², de la cual 0.66 km² corresponden a tierra firme y (0%) 0 km² es agua.

## Demografía
Según el censo de 2010, había 478 personas residiendo en Mount Pleasant. La densidad de población era de 723,75 hab./km². De los 478 habitantes, Mount Pleasant estaba compuesto por el 97.7% blancos, el 0.84% eran afroamericanos, el 0.42% eran amerindios, el 0.63% eran asiáticos, el 0% eran isleños del Pacífico, el 0% eran de otras razas y el 0.42% pertenecían a dos o más razas. Del total de la población el 0.21% eran hispanos o latinos de cualquier raza.